# Xã Wright, Quận Hillsdale, Michigan
Xã Wright (tiếng Anh: Wright Township) là một xã thuộc quận Hillsdale, tiểu bang Michigan, Hoa Kỳ. Năm 2010, dân số của xã này là 1.655 người.